# Walsall F.C.
Câu lạc bộ bóng đá Walsall là câu lạc bộ bóng đá Anh tọa lạc ở Walsall, West Midlands. Đội bóng được thành lập năm 1888 với tên gọi Walsall Town Swifts, sau sự hợp nhất của 2 đội Walsall Town F.C. và Walsall Swifts F.C. Sân nhà hiện tại của họ là Bescot Stadium, trước đó đã từng thi đấu ở Fellows Park. Hiện tại đội bóng đang thi đấu ở League One.

## Các sự kiện chính
- 1888 – Được thành lập với tên gọi Walsall Town Swifts
- 1896 – Đánh bại Wolverhampton Wanderers để vô địch Birmingham Senior Cup, cũng như Aston Villa trong trận chung kết Birmingham Charity Cup.
- 1896 – Di chuyển đến Hillary Street Ground, mà bây giờ được biết đến với tên gọi Fellows Park, sân nhà của Walsall, cho đến năm 1990.
- 1933 – Đánh bại Arsenal trong FA Cup – kết quả vẫn được xem là một trong những trận thua đáng tiếc mọi thời đại trong lịch sử FA Cup.
- 1972 – CLB thoát khỏi khó khăn tài chính nhờ ông chủ mới Ken Wheldon.
- 1975 – Đánh bại Manchester United và Newcastle United ở FA Cup trên đường tiến đến vòng 5. Bàn thắng vào lưới Newcastle được ghi bởi tiền đạo George Andrews.
- 1978 – Đánh bại Leicester City ở FA Cup trên đường tiến đến vòng 5.
- 1979 – Mua tiền đạo Alan Buckley từ Birmingham City với giá kỉ lục £175,000. Ngay sau đó ông trở thành HLV kiêm cầu thủ.
- 1984 – Walsall vào đến bán kết League Cup, đánh bại Arsenal ở vòng 4, nhưng HLV Alan Buckley bị sa thải vì không thể giúp đội bóng lên chơi ở Second Division.
- 1986 – Chủ sở hữu trường đưa ngựa Terry Ramsden mua lại CLB.
- 1988 – Thăng hạng lên Second Division.
- 1989 – Xuống hạng Third Division sau chỉ một mùa giải thi đấu ở Second Division.
- 1990 – Walsall tiếp tục xuống hạng Fourth Division, và họ chuyển đến sân vận động mới Bescot Stadium sau gần 100 năm chơi ở Fellows Park.
- 1992 – Jeff Bonser mua lại CLB. Ông chỉ định cựu HLV Wolves Kenny Hibbitt làm HLV mới cho Walsall.
- 1994 – Chris Nicholl lên nắm quyền HLV.
- 1995 – Walsall thăng hạng lên Division Two.
- 1997 – Chris Nicholl từ chức HLV và được thay thế bởi Jan Sorensen.
- 1998 – Walsall vào vòng 4 của League Cup và FA Cup. Jan Sorensen bị sa thải cuối mùa và được thay bởi Ray Graydon.
- 1999 – Walsall thăng hạng lên Division One.
- 2000 – Walsall xuống hạng Division Two, sau khi thất bại trước kình địch West Bromwich Albion.
- 2001 – Walsall lại lên chơi ở Division One, sau khi thắng play-off ở Division Two.
- 2002 – Ray Graydon bị sa thải và thay bởi Colin Lee.
- 2003 – Walsall mua cầu thủ 35 tuổi Paul Merson, cựu tiền vệ của Arsenal và đội tuyển Anh.
- 2004 – Walsall xuống hạng khỏi Division One sau khi sa thải Colin Lee trước đó. Paul Merson đảm nhiệm vừa HLV, vừa cầu thủ.
- 2005 – Paul Merson bị sa thải sau chỉ 1 năm và được thay thế bởi Kevan Broadhurst.
- 2006 – Walsall xuống hạng League Two và Kevin Broadhurst bị sa thải với người kế nhiệm là Richard Money.
- 2007 – Walsall vô địch League Two và thăng hạng lên League One.
- 2008 – Walsall kết thúc League One ở nửa trên bảng xếp hạng, nhưng cuối mùa giải Richard Money từ chức và được thay bởi Jimmy Mullen.
- 2009 – Walsall vẫn duy trì ở League One sau khi Jimmy Mullen bị sa thải và Chris Hutchings lên thay thế.
- 2011 – Chris Hutchings bị sa thải và chủ tịch đội trẻ Dean Smith thay thế.
- 2011 – Suýt xuống hạng League Two khi bị thiếu 1 điểm.
- 2012 – Suýt xuống hạng League Two vào vòng áp chót của mùa giải.
- 2013 – Walsall kết thúc League One ở vị trí thứ 9, một sự cải thiện lớn sau hai mùa giải vừa qua.
- 2014 - Walsall kết thúc League One ở vị trí thứ 13, một lần nữa họ không thể đến được vòng play-off sau một chuỗi kết quả tồi tệ vào cuối mùa giải.

## Đội hình hiện tại
Tính đến ngày 17 tháng 7 năm 2015.
Ghi chú: Quốc kỳ chỉ đội tuyển quốc gia được xác định rõ trong điều lệ tư cách FIFA. Các cầu thủ có thể giữ hơn một quốc tịch ngoài FIFA.
| Số | VT | Quốc gia             | Cầu thủ                    |
| -- | -- | -------------------- | -------------------------- |
| 1  | TM | Philippines          | Neil Etheridge             |
| 2  | HV | Cộng hòa Síp         | Jason Demetriou            |
| 3  | HV | Anh                  | Andy Taylor                |
| 4  | HV | Anh                  | James O'Connor             |
| 6  | HV | Anh                  | Paul Downing               |
| 7  | TV | Anh                  | Adam Chambers (Đội trưởng) |
| 8  | TV | Anh                  | Sam Mantom                 |
| 9  | TĐ | Wales                | Tom Bradshaw               |
| 10 | TV | Saint Kitts và Nevis | Romaine Sawyers            |
| 11 | TV | Anh                  | James Baxendale            |
| 12 | TV | Ireland              | Anthony Forde              |
| 13 | TM | Anh                  | Craig MacGillivray         |
| 14 | HV | Anh                  | Rico Henry                 |

| Số | VT | Quốc gia | Cầu thủ                                    |
| -- | -- | -------- | ------------------------------------------ |
| 15 | TĐ | Slovakia | Milan Lalkovič                             |
| 16 | HV | Anh      | Matt Preston                               |
| 17 | TV | Anh      | Reece Flanagan                             |
| 18 | TV | Anh      | Kieron Morris                              |
| 20 | TĐ | Anh      | Amadou Bakayoko                            |
| 21 | TĐ | Anh      | Jordan Cook                                |
| 22 | TV | Ireland  | Liam Kinsella                              |
| 23 | TM | Anh      | Liam Roberts                               |
| 24 | HV | Anh      | Levi Rowley                                |
| 25 | HV | Anh      | Kyle Rowley                                |
| 26 | TV | Anh      | Isaiah Osbourne                            |
| 27 | TV | Anh      | George Evans (cho mượn từ Manchester City) |
| 30 | TM | Anh      | Dan Jezeph                                 |

### Cho mượn
Ghi chú: Quốc kỳ chỉ đội tuyển quốc gia được xác định rõ trong điều lệ tư cách FIFA. Các cầu thủ có thể giữ hơn một quốc tịch ngoài FIFA.
| Số | VT | Quốc gia | Cầu thủ                                             |
| -- | -- | -------- | --------------------------------------------------- |
| 19 | TĐ | Anh      | Jordan Murphy (cho mượn đến Kidderminster Harriers) |

## Các kỉ lục
Giải đấu
- Vị trí cao nhất trong tất cả các giải đấu (sau chiến tranh): thứ 14 ở Football League Second Division (nay là Championship), 1961–62
- FA Cup: Vòng 5 (6): 1938–39, 1974–75, 1977–78, 1986–87, 2001–02, 2002–03
- League Cup: Bán kết (1): 1983–84

Attendances
- Số khán giả nhiều nhất (ở Fellows Park): 25,453 v. Newcastle United. Second Division (nay là Championship), ngày 29 tháng 8 năm 1961
- Số khán giả nhiều nhất (ở Bescot Stadium): 11,049 v. Rotherham United. First Division (nay là Championship), ngày 9 tháng 5 năm 2004
- Số khán giả nhiều nhất ở Third Division (nay là League One): 19,589 v. Notts County, ngày 18 tháng 3 năm 1950
- Số khán giả nhiều nhất ở Fourth Division (nay là League Two): 15,403 v. Carlisle United, ngày 10 tháng 9 năm 1959
- Số khán giả nhiều nhất ở FA Cup: 24,045 v. Fulham, đấu lại vòng 4, ngày 30 tháng 1 năm 1962
- Số khán giả nhiều nhất ở League Cup: 21,066 v. Liverpool, vòng 4, ngày 17 tháng 2 năm 1968
- Số khán giả nhiều nhất ở Football League Trophy: 9,128 v. Millwall. Chung kết lượt về cấp Khu vực, ngày 16 tháng 3 năm 1999
- Số khán giả trung bình cao nhất (ở Fellows Park): 15,711, 1947–48
- Số khán giả trung bình cao nhất (ở Bescot Stadium): 7,853, 2003–04

Tỉ số
- Trận thắng đậm nhất ở mùa giải: 10–0 v. Darwen. Second Division, ngày 4 tháng 3 năm 1899
- Trận thua đậm nhất ở mùa giải: 0–12 v. Small Heath. Second Division, ngày 17 tháng 12 năm 1892
- Trận thắng đậm nhất ở Cup: 7–0 v. Macclesfield Town. vòng 2 FA Cup, ngày 6 tháng 12 năm 1997

Cầu thủ
- Nhiều lần ra sân nhất: Jimmy Walker (534) 1993-04, 2010–12
- Nhiều lần ra sân nhất trong tất cả các mùa giải: Colin Harrison (473) 1964–82
- Ghi nhiều bàn thắng nhất: Alan Buckley (202) 1973–78, 1979–84
- Ghi nhiều bàn thắng nhất trong tất cả các mùa giải: Tony Richards (185) 1954–63
- Nhiều Hattrick nhất: Gilbert Alsop (22)
- Ghi nhiều bàn thắng trong 1 mùa giải nhất: Gilbert Alsop (40) 1933–34, 1934–35
- Thi đấu quốc gia nhiều nhất: Mick Kearns (15), Republic of Ireland
- Phí chuyển nhượng cao nhất phải trả: £175,000 cho Alan Buckley đến Birmingham City, tháng 6 năm 1979
- Phí chuyển nhượng cao nhất được nhận: £1,000,000 cho Scott Dann từ Coventry City, tháng 1 năm 2008

Các chuỗi trận
- Nhiều trận thắng liên tiếp nhất (7): 1959, 2005
- Nhiều trận thua liên tiếp nhất (15): 1988–89
- Nhiều trận bất bại liên tiếp nhất (21): 1979–80
- Nhiều trận không thể giành chiến thắng liên tiếp nhất (18): 1988–89

## Danh hiệu

### Mùa giải
Football League Third Division (bây giờ là League One)
•	Á quân (2): 1960–61, 1998–99
•	Thắng Play-Off (2): 1987–88, 2000–01
Football League Fourth Division (bây giờ là League Two)
•	Vô địch (2): 1959–60, 2006–07
•	Á quân (2): 1979–80, 1994–95

### Cup
Birmingham Senior Cup
•	Vô địch (4): 1880–81 (với tên gọi Walsall Swifts), 1896–97, 1897–98, 1993–94
•	Á quân (6): 1883–84, 1884–85, 1885–86 (tất cả đều dưới tên Walsall Swifts), 1907–08, 1999–00, 2006–07
Staffordshire Senior Cup
•	Vô địch (4): 1881–82, 1884–85 (cùng với Walsall Town), 1928–29, 1967–68
•	Á quân (13): 1880–81, 1881–82, 1886–87 (tất cả đều dưới tên Walsall Swifts), 1889–90, 1892–93, 1898–99, 1910–11, 1920–21, 1921–22, 1948–49, 1949–50, 1952–53, 1965–66